# Францішек Міхал Пражмовський
Францішек Міхал Пражмовський (герб Беліна; нар. в Пражмуві — 3 вересня 1701, Янів Підляський) — єпископ РКЦ, абат Бенедиктинського монастиря в Сецехуві, Секретар великий коронний (з 1669), королівський секретар, гнієстський пробст Гнезно, Краківський канонік, президент Центрального коронного трибуналу у 1668, 1669, 1676, 1679, 1681, 1685, 1690, 1696, дипломат.

## Життєпис
Син Анджея, каштеляна Варшави. Брат Примаса Миколая Пражмовського, воєводи Плоцького Самуеля Єжи Пражмовського.
Закінчивши філію Краківської академії в Єдлінську, Пражмовський вивчав теологію у Відні, а потім поїхав на навчання до Риму.
Після повернення, під час «шведського потопу», завдяки підтримці свого брата Миколая, Пражмовський став королівський секретарем у Сілезії.
Служив каноніком Кракова.
У травні 1656 супроводжував свого брата в дипломатичній місії до трансільванського князя Ракоці Дєрдя ІІ. У 1658 — схоластик Плоцький.
28 травня 1662 — висвячений на священника.
У 1667 Пражмовський вирушив у якості посла до імператора Леопольда I Габсбурзького та деяких німецьких князів у зв'язку з турецько-татарською загрозою.
20 березня 1668 брат Пражмовського призначив його абатом в Сецехуві, а потім настоятелем колегіального костелу Св. Міхала у Вавелі.
18 січня 1669 вирушив у складі місії до Відня, Регенсбурга, Баварії та Зальцбурга з проханням про допомогу у війні проти Туреччини та Кримського ханства.
У травні 1669 Пражмовський був призначений курфюрстом Міхала Корибута Вишневецького на Черській землі.
У 1674 під час виборів Пражмовський виступав за обрання королем Яна III Собеського. Брав участь у коронаційному сеймі 1676 року.
5 липня 1697 підписав у Варшаві оголошення про підтримку вільних виборів, де закликав шляхту до конгресу на захист порушених прав Речі Посполитої.
У 1691, коли Андрій Хризостом Залуський став єпископом Плоцьким, Пражмовський спочатку мав взяти на себе Київську єпархію, але цього не сталося.
У 1691 Пражмовський був призначений єпископом Луцьким; отримав папську комісію до 24 вересня 1696, вступивши на посаду 1697 року.
Пішов у відставку з гнезненського пресвітерію, однак утримував протягом 5 років абатство у Сецехуві і Краків.
Помер у Яневі над Бугом, постійній резиденції Луцьких єпископів, і був похований у тамтешній колегіальній церкві.